# 加賀義二
加賀 義二（かが よしじ、1940年2月 - ）は、日本のテレビプロデューサー。慶應義塾高等学校、慶應義塾大学経済学部卒業。

## 略歴・人物
東京都世田谷区生まれ。父の加賀二郎は元週刊ダイヤモンド記者、のち松竹株式会社元常務、歌舞伎座専務・歌舞伎座映画プロデューサー。また、祖父は元衆議院議員の加賀卯之吉、伯父・加賀一郎は陸上競技選手でアントワープオリンピックの100メートル競走、200メートル競走の日本代表選手、叔父･加賀四郎は大映のプロデューサー。四郎の娘で女優の加賀まりこはいとこに当たるという芸能一家の出身。姉がいたが、1945年の太平洋戦争終戦直後に19歳で亡くなっている。
高校生になってからは、年に100本以上の映画を観るようになり、特に好みは『愛の泉』（ジーン・ネグレスコ監督作品）、『花嫁はどこにいる』（野村芳太郎監督作品）だった。この他、ミュージカル映画などを好んでいた。大学進学後も、進路は映画監督を志望するようになったが、映画で良い興行成績を残せなかったなど苦い経験を持つ父には反対された。しかしそんな中、親戚（伯父・一郎の長男）が勤務していたという伝で、大学在学中から日本テレビでアルバイトとして仕事を始める。「日テレには嫌な感じの人がいなかったし、民放局の中で一番安定していたから」という理由で、日テレ一社に絞って入社試験を受け、1962年に日本テレビ入社。入社後は志望していた芸能局に配属。加賀自身が落語好きでもあることから、立川談志、五代目三遊亭圓楽、桂歌丸ら落語家たちとも親交を持ち、談志の相談を受けて『金曜夜席』（『笑点』の前身的番組）の企画・立ち上げにも係わる。
元々ドラマ・映画志望だったこともあり、局次長に声をかけられて1964年からドラマ制作に係わり始める。同年、プロデューサーの小坂敬の下に付き、同年のテレビドラマ『風来坊先生』の制作に参加。1966年には大映テレビ室担当となり、同年のテレビドラマ『母の曲』で初めてプロデューサーを務める。しかし1971年にプロデュースを手掛けたドラマ『ひかりの中の海』が打ち切りになるなど一時不遇の時期があったが、この『ひかりの中の海』や『君は海を見たか』で組んでいた脚本家の倉本聰に救われる形で、倉本が脚本で参加していた火曜日の女シリーズ『ガラス細工の家』（1973年2月13日 - 1973年3月27日放送）でプロデューサーとして復帰。なお同作は、同年のギャラクシー賞を受賞した。その後も『俺たちは天使だ!』『警視-K』などの現代劇、『桃太郎侍』『唖侍鬼一法眼』時代劇共にプロデュース、1981年からスタートした『火曜サスペンス劇場』にも係わった。特に『警視-K』については、劇場版『男一匹ガキ大将』や『唖侍鬼一法眼』でプロデューサーとして係わっていたことで、勝プロダクション及び勝新太郎から信頼されていたことでプロデューサーに起用されたものだった（その勝との出会いは、これ以前から『男一匹ガキ大将』『北上川哀歌』『颱風とざくろ』といった加賀自身のプロデュース作品に出演していた、勝の子分的存在の俳優・酒井修とのつながりがあったためという）。
後に1982年に編成局に異動、1987年、1988年に編成局編成部企画統括主任、1991年5月に社会情報局管理部長、1992年5月に広報局番組事業宣伝部長、1993年5月に制作局次長、1994年5月に事業局次長兼24時間テレビ事業局長をそれぞれ歴任。定年退職後は映画制作会社『トワーニ』を経た後、フリーとして活動。

## 担当作品

### テレビドラマ
- 母の曲
- 北上川哀歌
- 颱風とざくろ
- めぐり逢い
- だから大好き!
- 小さな恋のものがたり
- 君は海を見たか
- ひかりの中の海
- 火曜日の女シリーズ・ガラス細工の家
- 唖侍鬼一法眼
- 鞍馬天狗
- 愛のサスペンス劇場
  - 歯止め
  - 愛が見えますか…
  - 愛が試される時
- 桃太郎侍
- 俺たちは天使だ!
- 警視-K
- 幻之介世直し帖
- 火曜サスペンス劇場
  - 思い出さないで!!（1981年）
  - 暗い循環（1982年）
  - 高校野球殺人事件（1982年）
  - 霧の旗（1983年）
  - 松本清張の歯止め（1983年）
  - 取調室
  - 鏡の微笑（2000年）

（出典：）

### テレビバラエティ
- 金曜夜席

### 映画
- 男一匹ガキ大将
- 転校生 (映画)（1982年　日本テレビ担当として係わる）[3]
- 天使の牙B.T.A. （トワーニ時代の作品）
- キューティーハニー （トワーニ時代の作品）[7]